# Dipeptid
Dipeptid je peptidna molekula, ki nastane z reakcijo dveh aminokislin. Gre za reakcijo kondenzacije, pri kateri izstopi voda, med karboksilno skupino ene aminokisline in aminsko skupino druge aminokisline se tvori peptidna (amidna) vez. 

### Primeri
- karnozin (beta-alanil-L-histidin) se nahaja v visokih koncentracijah v mišicah in možganovini,[3]
- anserin (beta-alanil-N-metil histidin) je karnozinu podoben dipeptid in se prav tako nahaja v skeletnem mišičju in možganovini,[3]
- homoanserin (N-(4-aminobutiril)-L-histidin) je prav tako naravni dipeptid, prisoten v mišicah in možganih,
- kiotorfin (L-tirozil-L-arginin) je nevroprotektivni dipeptid, pomemben pri uravnavanju bolečine v možganih.[4]
- aspartam (N-L-α-aspartil-L-fenilalanin 1-metil ester) je umetno sladilo,
- glorin (N-propionil-γ-L-glutamil-L-ornitin-δ-lak etil ester) je kemotaktični dipeptid, ki jih sintetizirajo glive Polysphondylium violaceum,[5]
- glicilglicin, dipeptid glicina, najenostavnejši dipeptid.